# Hålbonäsätten
Hålbonäsätten är ett nutida konventionellt namn på en svensk medeltida frälseätt som fått sitt namn efter sitt ursprung från godset Hålbonäs, belägen på en udde i sjön Valdemaren i Katrineholms kommun i Södermanlands län, i Sköldinge socken. Ätten utdog innan Sveriges Riddarhus grundades 1625, varför den aldrig introducerades där som adelsätt. Några av ätten förde vapenbilden sparre över stjärna, andra medlemmar förde en med fyra vippor belagd, högt ställd bjälke i sköld. Tinktur okänd.

## Historia
Denna ätt har ibland tidigare beskrivits felaktigt som sparre, sannolikt på grund av tolkning av vapnet som heraldisk sparre, och beskriven i Svenska medeltidsvapen av Jan Raneke som en med tre stolpar belagd bjälke, men medlemmar av ätten förde också enligt Kaj Janzon i utredningen Vapenlikhetsfällan (2015), en med fyra  vippor belagd bjälke i sköld, känd från ett sigill använt 26 maj 1468, när Ingrid Larsdotter (dotter till Kristina Andersdotter och Lasse Svensson (Hjorthorn, Törne Matssons ätt) i Säby) lånar sin halvbror Anders Håkanssons sigill för en köpehandling (De hade samma mor, Kristina Andersdotter). Varianter med balk eller ginbalk tycks också ha använts inom Hålbonäsätten.
Ätten har varit föremål för flera studier, av bland andra Rasmus Ludvigsson, av Bengt Hildebrand i Esbjörn Blåpanna och hans arvingar (Esbjörn Blåpanna ingick i en krets av lågadliga i Södermanland som var motståndare till kung Albrekt av Mecklenburg), vidare av Hans Gillingstam i Ätten Siöblads medeltida släktförbindelser (1949) och Ätten Siöblad och dess äldsta historia (1949), Hålbonäs-ätten och arvet efter Esbjörn Blåpannas hustru (1962), och är beskriven i Svenska medeltidsvapen av Jan Raneke.
Ätten nämns också i senare tid av Kaj Janzon i Vapenlikhetsfällan: Vapen- och sigillbruk under svensk medeltid. En introduktion för släkthistoriker, jämte rättelser till Svenska medeltidsvapen (2015). Den senaste utredningen av Hålbonäsättens sätesgårdar och släktförhållanden av samma författare finns i Det medeltida Sveriges volym Södermanland 2:5 Oppunda härad (Riksarkivet 2016).
Ättens markägande i Sörmland har framför allt varit kopplat till två gods i Katrineholms kommun i Södermanlands län, vilka idag är herrgårdar;  Djula, nu känd som Östra Djulö i Stora Malms socken, Oppunda härad, och Hålbonäs, i Sköldinge socken och belägen vid Djulösjön söder om Katrineholm. År 1334 nämns gården som Djula och hörde till Vårfruberga kloster nära Strängnäs. Hålbonäs, som idag stavas Holbonäs, är känt sedan 1300-talet när gården beboddes av en ätt som förde en sparre över stjärna i vapnet. Gården är belägen på en udde i sjön Valdemaren, nära Västra stambanan och Riksväg 55/57. Gården Holbonäs är känd sedan 1450-talet och är idag är ett byggnadsminne.
Utredningarna baseras bland annat på dokument som avser två halvbröder som år 1488 säljer jord i Sörmland till biskop Kort Rogge i Strängnäs. Deras gemensamma mor Ingrid Ingevaldsdotter, dotter till väpnaren Ingevald till Däntersta, nämnd från 1427 till 1440 och ägare till Däntersta gård i Vadsbro, Flen, blev i sitt första äktenskap med Anders Hansson mor till kaniken i Strängnäs, Karl Andersson till Djulö. Karl Andersson tillhör i egentlig mening inte Hålbonäsätten, och förde inte Hålbonäsättens vapen, utan förde i sigillet två och en halv lilja. 1465 köpte han jord i Mörby och Lundby kvarn av Nils Ragvaldsson, som därvid kallade honom syskonbarn. Karl Andersson sålde 1488, tillsammans med sin halvbror Håkan, jord i Malms och Björkviks socknar till biskop Kort Rogge i Strängnäs.
Kanikens halvbror från Ingrid Ingevaldsdotters andra äktenskap, Håkan Andersson den yngre till Hålbonäs (se nedan), tillhörde däremot Hålbonäsätten, och kan ha varit dess sista medlem på svärdssidan, och hans dotter Kristina Håkansdotter till Hålbonäs, (död före 1578), gift med Per Fleming, slöt förmodligen ätten helt, från vilkens spinnsida många inom svensk adel härstammar idag.
Efter att Hålbonäsätten dött ut på 1500-talet, ärvdes godset Hålbonäs av ätterna Lilliehöök, Fleming, Ryning, Ribbing, med flera. Mellan 1810 och 1906 innehades det av den grevliga släkten Mörner.

## Släktträd över Hålbonäsätten
1. Matts Hesdal eller Hezdal (latin: mathiam herdal),[3][9][10]. medeltida stavningar för gården Hästedal, i Sköldinge socken, Södermanlands län.[11] Omnämnd 1337 när bröderna Sigge och Peter i Valla ingår förlikning med riddaren Sigge Magnusson och hans tjänare Mathias Herdal (Hezdal?), (En Sigge Magnusson och hans bror Ragnvald Magnusson beseglar senare, år 1359, ett dokument för Matts son Anders och hans hustru Elin Ragnvaldsotter).[12] och 1345.[13]
  1. Anders Mattsson till Hästedal,[5] var häradshövding i Rönö härad 1379[14][15], och sedermera underlagman i Södermanland.[16] Han nämns som Anders i Hästedal den 17 juni 1360 när han beseglar ett dokument rörande ett godsbyte i Hällestads socken, Östergötland.[17] och är nämnd 1378 i ett försäljningsdokument till Karl Knutsson (sparre),[18] och 1359 i samband med att han och hans hustru Elin Ragnvaldsotter skänkt mark till prästbordet i Sköldinge och till Sköldinge kyrka i Sköldinge socken öster om Katrineholm. Båda dessa dokument beseglas av en Ragnvald Magnusson, och det senare beseglas också av Ragnvalds bror Sigge Magnusson. (En Sigge Magnusson är omnämnd ovan, vid Anders Matssons far, Matts i Hästdal).[19] Han omnämns 1368[20], 1377,[21] ombeds att besegla med sitt sigill 1380[22] och nämns 1383 i ett skifte av jord mellan Bo Jonsson (Grip) och Finvid Finvidsson (Frösviksätten).[23] Han nämns vidare 1384,[24] 1386,[25], 1394,[26] medan hans brev från 1381 omnämns 1399, när tycks ha varit bortgången.[27] Gift med Ingeborg Fjällarsdotter (Pik).[1]
    1. Mats Andersson, väpnare, var först gift med Iliana Karlsdotter (rödbjälke), dotter till Märta Klausdotter,[28][29], och gifte sig senare med Erengisle Bengtsson (tre sjöblad)s dotter Katarina Erengislesdotter (tre sjöblad), (vilken tidigare varit gift med väpnaren Sigge Brun, död 1394 eller 1395) som därmed blev stammoder för Hålbonäsätten.[30] 1405 nämns Katarina som änka när hon skänker jord i Rinkesta i Ärla socken till helga korsets prebenda i Strängnäs domkyrka.[31]
      1. Ingrid Mattsdotter nämns 1451 som hustru till riddaren och riksrådet  Johan Karlsson (Färla, Karl Erikssons ätt), lagman i Södermanland under 1400-talet.[32]
      2. Elin Mattsdotter var gift med Kristiern Esbjörnsson (två hjorthorn)[33]
      3. Karl Matsson i Skattmansö ingår 1497 förlikning med Skäring Larsson (lilja) om arvet efter dennes hustru Margareta Olofsdotter, hon var Karls halvsyster och Anders Jakobsson (Banér)s svägerska.[34]

    2. Håkan Andersson den gamle i Hålbonäs, levde 1430 men död efter 1449,[3] och var gift med 1) Kristina Andersdotter[35], änka efter Lasse Svensson (hjorthorn) i Säby, 2) en syster till Knut Bertilsson Grundis.[3][36]
      1. Magnus Håkansson
      2. Anna Håkansdotter
      3. Mats Håkansson. 1467 gör  Mats Håkansson arvskifte med sin bror Anders Håkansson efter deras bror Magnus Håkansson och deras syster Anna, varvid Grysta, Lind, Pattala, Lindkulla (samtliga i Sköldinge sn), Ekeby, Harpsund, Mellösa sn, och Sundby, Forssa sn, (i Södermanland) samt ytterligare jord i Östergötland och Småland tillfaller Anders.[37]
      4. Anders Håkansson den äldre, väpnare (son till Kristina Gotskalksdotter (Ulv)?), var gift med Ingrid Ingevaldsdotter, (dotter till Ingevald till Dentesta i Vadsbro socken, Oppunda härad) i hennes andra gifte. 1467 gör Anders Håkansson arvskifte med sin bror Mats Håkansson efter deras bror Magnus Håkansson och deras syster Anna, varvid Grysta, Lind, Pattala, Lindkulla (samtliga i Sköldinge sn), Ekeby, Harpsund, Mellösa sn, och Sundby, Forssa sn, (i Södermanland) samt ytterligare jord i Östergötland och Småland tillfaller Anders.[37] 27 december 1477 säljer Anders Håkansson till Arvid Trolle i Bergkvara, östgöta lagman, en gård i Västra Torsås kyrkby i Allbo hära, som han ärvt efter sina syskon.[38]
        1. Håkan Andersson den yngre till Hålbonäs, Sålde 1488, tillsammans med sin halvbror Karl, jord i Malms och Björkviks socknar till biskop Kort Rogge i Strängnäs.[7]. 12 september 1519 meddelar Håkan Andersson att han gjort ett jordaskifte med sin syster hustru ”Merettha” Andersdotter. (Märta Andersdotter, se nedan)[39]. 1495 var han underlagman i Östergötlands lagsaga. Gift med Ingrid Knutsdotter (Väsbyätten) och hade barnen:
          1. Anna Håkansdotter (levde ännu 1557-12-10), ägde 1562 Lundby[5], och var gift med Häradshövdingen Peder Bryntesson (Lilliehöök af Gälared och Kolbäck), som omnämnes 1503 (UBP.), 1517 och 1521.
          2. Kristina Håkansdotter, till Hålbonäs (död före 1578), gift med Ståthållaren Peder Johansson Fleming till Friskala och Hålbonäs.[40] Deras dotter Christina Fleming var gift med Lars Jesperssons sonson Anders Larsson (Kruse) (död 1591), och paret var föräldrar till Jesper Andersson Cruus af Edeby och Lundby.[5]

        2. Märta Andersdotter, gift med 1) Erik Jönsson i Kynge, 2) Herman Kyle, i detta gifte föddes Ingeborg Hermansdotter gift med Truls Andersson (Rävnäsätten) och 3) Klas Winman (Wijnman), i detta gifte föddes Hans Klasson Wijnman, stamfader för ätten Bielkenstierna och Kerstin Klasdotter, gift med Sten Eriksson (Kolhammarsätten)

Närmaste ättlingar till Hålbonäsätten var i ätterna Bielkenstierna, Kafle, Kåse, Ridderstråle, Rosenbielke, Rosenstråle, Siöblad till Flättna, Some, Thott, och Wijnman.